# Cryptocarya oblongifolia
Cryptocarya oblongifolia là loài thực vật có hoa trong họ Nguyệt quế. Loài này được Blume miêu tả khoa học đầu tiên năm 1826.